# Ali Shojaei
Mohammad Ali Shojaei (ur. 23 marca 1953) – irański piłkarz występujący podczas kariery na pozycji pomocnika.

## Kariera klubowa
W czasie kariery piłkarskiej Ali Shojaei występował w klubach z Isfahanu - Zob Ahan Isfahan, Sepahan i Tam.

## Kariera reprezentacyjna
W reprezentacji Iranu Shojaei zadebiutował w 1977 roku.
W 1978 roku został powołany do kadry na Mistrzostwa Świata. Iran zakończył turniej na fazie grupowej a Shojaei nie rozegrał na turnieju w Argentynie żadnego meczu.